# ビサイド・アワーセルヴス
『ビサイド・アワーセルヴス』(Beside Ourselves)は1996年に発表されたイギリスのロックバンド、オーシャン・カラー・シーンの日本独自企画アルバム。
アルバムに収録されなかったシングル盤のみの曲などレアトラックを収録している。

## 収録曲
1. ザ・サークル(アコースティック)
2. アリバイズ
3. クール・クール・ウォーター
4. チャーリー・ブラウン・セイズ
5. ヒア・イン・マイ・ハート
6. チキン・ボーンズ・アンド・ストーンズ
7. ミセス・ジョーンズ
8. アイ・ニード・ア・ラヴ・ソング